# 아크나톤
아크나톤(Akhnaton) 또는 아케나텐(Akhenaten)은 고대 이집트 제18왕조의 파라오로, 출생명 아멘호테프는 '아멘이 만족한다'라는 뜻이다. 재위 5년에 아케나텐(아텐의 영광)으로 개명하였는데 개명 이전의 이름(출생명)은 아멘호테프였으므로 아멘호테프 4세라고도 부른다. 재위 기간은 기원전 1350년 ~ 기원전 1334년이다. 아멘호테프 3세(Amenhotep III)와 그의 제1왕비 티예(Tiye)의 둘째 아들로 태어났고, 왕비는 네페르티티(Nefertiti)이다.
아크나톤은 아멘(Amen, 테베의 수호신)에게 제사 지내는 신관들의 세력이 왕권을 억제할 정도로 커지는 것을 감지하고 그것을 제어하려 했다. 그래서 다신교인 종래의 이집트의 종교를 금지하고 태양신 아톤을 유일신으로 숭배하는 새로운 일신교를 도입했다. 또한 아멘 숭배와의 완전한 단절을 위해 수도를 테베에서 오늘날의 알-아마르나 지역으로 옮기고 아케타텐(Akhetaten, “아텐의 지평선”이라는 뜻)이라 이름지었다. 그러나 새로운 종교를 받아들인 것은 상류층 뿐이었고, 아크나톤이 죽은 뒤 아멘 신앙이 부활하였으며 수도도 다시 테베로 돌아갔다.

## 아마르나 개혁

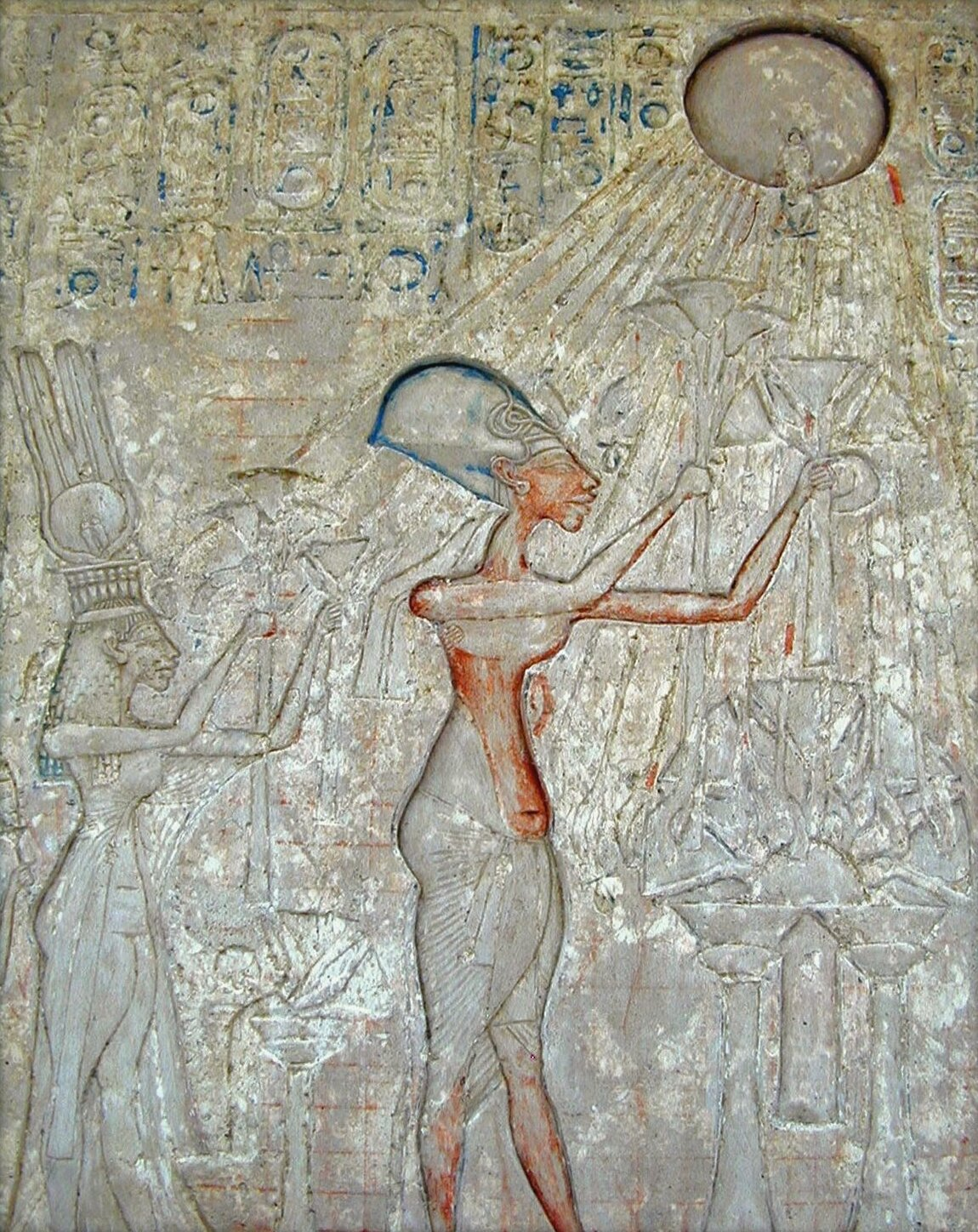
아멘호테프 4세와 그의 가족이 아텐을 신앙하고 있는 모습

그가 한 개혁은 아마르나 개혁으로서 유명하다. 아텐 신을 숭배해, 치세 4년에 아텐신에 바치는 새 도읍 아케트아텐(현 아마르나)를 건설. 왕조 발상지 테베를 방폐해, 천도했다.

### 개혁의 원인
아멘 (아몬, 테이베의 마을의 수호신) 을 제사 지내는 신관 세력이 왕을 억제할 정도의 강한 세력이 된 것을 아멘호테프 4세가 싫어했거나, 종교적 권력을 왕권과 일관되는 것을 노렸다고 생각할 수 있다. 전자의 이유가 일반적이지만, 아멘호테프 4세 자신이 아텐을 칭하는 시를 집필하고 있는 등, 단순한 정치적 이유만으로는 설명이 되지 않는 것도 많아, 후자의 이유도 컸던 일이 방문한다.

### 종교역사적 의의
다신교에서 만난 종래의 이집트의 종교를 중지해, 유일신 아텐만을 제사 지내는 세계 최초의 일신교를 시작한 일을 들 수 있다.
다만, 저명한 종교학자인 엘리아데는 아멘호테프 4세의 종교를 평가해, 「실제로는 이신교였다」라고 하고 있다.
그렇다는 것도 그의 종교에서는 아텐 뿐만 아니라, 전통적인 이집트 종교와 같이 왕인 아멘호테프 4세 자신도 신이라고 되었기 때문이다.
아텐은 태양 원반의 형태로 수많은 손을 가지고 있어 통상의 이집트 종교에서 이것은 많은 백성을 구하기 위한 것이다고 해석되고 있었음에도 관련되지 않고, 아멘호테프 4세의 종교에서는, 아텐은 아멘호테프 4세만을 위한 신이었다. 그리고 그 외의 일반의 백성에 대해서는, 아멘호테프 4세 자신을 신으로서 숭배하도록 말했던 것이다.

### 개혁의 내용
1. 수도를 테이베로부터 나일 강을 277킬로 정도 내린 동해안의 아케트 엔 아텐(「아텐의 지평선」의 뜻)에 이전.
2. 종래가 많은 신들의 숭배를 금지하고 신들의 상을 파괴해, 유일신 아텐에의 신앙으로 전환했다. 스스로도 아크 엔 아텐(아케나텐, 아텐의 영광이라는 뜻)으로 이름을 바꾸었다.
3. 아마르나 미술로 불리는 사실적·개방적인 예술을 낳았다.

| 전임 아멘호테프 3세 | 이집트 제18왕조의 파라오 기원전 1350년 ~ 기원전 1334년 | 후임 스멘크카레 |